# John Shea
John Victor Shea III (North Conway, New Hampshire; 14 de abril de 1949) es un actor estadounidense.

## Biografía

### Primeros años
John Shea nació en 1949 en North Conway, New Hampshire. Es hijo de Elizabeth Mary (Fuller) y el Dr. John Victor Shea. También es de ascendencia irlandesa y alemana. John se crio en Massachusetts y asistió al Bates College y a la Universidad de Yale, donde obtuvo un MFA en dirección en la Escuela de Drama.

### Carrera
El actor John Shea lanzó su carrera en el escenario en 1975 e hizo su debut en la televisión en 1978 y en el cine en 1980 con la película Hussy. En 1982 interpretó el corto pero memorable papel de Charles Horman en Desaparecido (1982), que recibió un Óscar y varias nominaciones. Más tarde recibió un Emmy por su papel en televisión en la miniserie Baby M (1988). Entre 1993 y 1997, Shea apareció en la serie de televisión Lois y Clark como el villano Lex Luthor.
Consiguió popularidad en la serie Mutante X a principios del milenio, donde interpretó al líder de los héroes Adam Kane y sigue desde entonces activo como actor.

### Vida privada
Shea se ha casado dos veces. Con su primera esposa, la fotógrafa Laura Pettibone, tuvo un hijo, Jake, mientras que con su esposa actual, la artista Melissa MacLeod, cofundadora de la cooperativa (X) Gallery en Nantucket, ha tenido dos hijos, Miranda y Caiden.

## Filmografía (Selección)

### Películas
| Año  | Título                       | Título original          | Papel            | Notas |
| ---- | ---------------------------- | ------------------------ | ---------------- | ----- |
| 1980 | Hussy                        | Hussy                    | Emory Cole       |       |
| 1982 | Desaparecido                 | Missing                  | Charles Horman   |       |
| 1988 | Más que un recuerdo          | Stealing Home            | Sam Wyatt        |       |
| 1992 | Freejack                     | Freejack                 | Morgan           |       |
| 1992 | Cariño, he agrandado al niño | Honey, I Blew Up the Kid | Hendrickson      |       |
| 1996 | Forgotten Sins               | Forgotten Sins           | Matthew Bradshaw |       |
| 2006 | The Insurgents               | The Insurgents           | Robert           |       |
| 2012 | A Deadly Obsession           | A Deadly Obsession       | Dr. Egan         |       |
| 2018 | La traición                  | Treacherous              | Stein            |       |

### Series
| Año       | Título               | Título original                              | Personaje         | Notas        |
| --------- | -------------------- | -------------------------------------------- | ----------------- | ------------ |
| 1983-1983 | Kennedy              | Kennedy                                      | Robert F. Kennedy | Miniserie    |
| 1989-1989 | Pequeños sacrificios | Small Sacrifices                             | Frank Joziak      | Telefilme    |
| 1993-1997 | Lois y Clark         | Lois & Clark: The New Adventures of Superman | Lex Luthor        | 26 episodios |
| 2001-2004 | Mutante X            | Mutant X                                     | Adam Kane         | 51 episodios |
| 2015-2015 | Agent X              | Agent X                                      | Thomas Eckhart    | 10 episodios |